# Gullstrand
Gullstrand är ett svenskt släktnamn vars äldste kände stamfader är Nils Olofsson, född i slutet av 1600-talet. Han var trädgårdsmästare först vid egendomen Ek i Eks socken i Västergötland, sedan från 1724 vid Sjöberg i Björsäters socken i samma landskap. Han efterträddes i tjänsten av sonen Olof Nilsson. Dennes son Per Olofsson blev ägare till gården Gullsäter i Björsäters socken, av vilken släktnamnet antogs av hans son, fältkamreraren Olof Gullstrand. Den 31 december 2013 var 660 personer med efternamnet Gullstrand bosatta i Sverige.

## Personer med efternamnet Gullstrand
- Allvar Gullstrand (1862–1930), ögonläkare, nobelpristagare
- Astrid Gullstrand (1874–1952),sångtextförfattare, konstnär och författare
- Christer Gullstrand (född 1959), friidrottare
- Edvin Gullstrand (1863–1929), jurist
- Maja Gullstrand (född 1980), musiker, artist
- Mauritz Gullstrand (1891–1964), jurist
- Percy Gullstrand (1898–1989), ämbetsman
- Ragnar Gullstrand (1887–1958), skolledare
- Tore Gullstrand (1921–2002), företagsledare